# Euhyponomeuta
Euhyponomeuta is een geslacht van vlinders van de familie stippelmotten (Yponomeutidae).

## Soorten
- E. rufimitrellus Philipp Christoph Zeller, 1844
- E. stannella Thunberg, 1794